# Gejgeljski rajon
Gejgeljski rajon (azerski: Göygöl rayonu), do 2008. Hanlarski rajon, je jedan od 66 azerbajdžanskih rajona. Gejgeljski rajon se nalazi u unutrašnjosti Azerbajdžana. Središte rajona je Gejgelj. Površina Gejgeljskog rajona iznosi 1030 km². Gejgeljski rajon je prema popisu stanovništva iz 2009. imao 57.191 stanovnika, od čega su 28.599 muškarci, a 28.592 žene.
Gejgeljski rajon se sastoji od 30 općina.